# Janez Osredkar
Janez Osredkar, slovenski skladatelj in pedagog, * 31. maj 1944, Ljubljana.
Na Akademiji za glasbo v Ljubljani je študij kompozicije končal leta 1984. 
Osredkar je eden najbolj uveljavljenih glasbenih teoretikov v Sloveniji, je dolgoletni profesor na Srednji glasbeni in baletni šoli v Ljubljani in avtor učbenikov s področja glasbene teorije. Navkljub dejstvu, da je kot skladatelj manj poznan, je Osredkar skomponiral precejšnje število glasbenih del: otroško opero Janko in Metka, dva klavirska koncerta, fantazijo za klavir in orkester, godalni kvartet, 10 preludijev za orgle solo itd.